# Antoni Jerzy Trypolski
Antoni Jerzy Trypolski herbu Gozdawa – podkomorzy kijowski w latach 1722–1746, sędzia grodzki kijowski, chorąży owrucki w latach 1706–1722, skarbnik mścisławski, starosta wyszogrodzki, trechtymirowski, kahorlicki.
Był posłem województwa kijowskiego na sejm z limity 1719/1720 roku, na sejm 1720 roku i sejm 1724 roku. Poseł województwa czernihowskiego na sejm 1730 roku. Poseł województwa wołyńskiego na sejm 1732 roku. Poseł sejmiku kijowskiego na sejm konwokacyjny 1733 roku. Był członkiem konfederacji generalnej zawiązanej 27 kwietnia 1733 roku na tym sejmie. Jako deputat z województwa kijowskiego podpisał pacta conventa Stanisława Leszczyńskiego w 1733 roku. Poseł województwa kijowskiego na sejm 1744 roku i na sejm 1746 roku.